# Über Liebe und Tod
Über Liebe und Tod ist ein Essay von Patrick Süskind, der 2006 im Diogenes Verlag erschienen ist (ISBN 3-257-23589-5).

## Inhalt
Süskind behandelt die Themen Liebe und Tod und beschreibt, wie beide zueinander stehen, wie Menschen sie sehen und wie sie in der Literatur behandelt werden. „Wieso gibt es beispielsweise unzählige Gedichte, die die Liebe verherrlichen? Aber niemals wird über den Gang zur Toilette geschrieben. Nicht in einem Buch kommt er vor! Sind die Nahrungsaufnahme und die täglichen humanen Bedürfnisse etwa zu gewöhnlich, um erwähnt zu werden? Die Liebe ist doch genauso jeden Tag vorhanden!“ Süskind kommt zu dem Schluss, dass die Liebe doch etwas sehr Besonderes an sich haben müsse. Sie sei mehr als nur irgendwelche Moleküle, die Körper und Gehirn so verändern, dass wir uns völlig anders verhalten. Seine Thesen, Anschauungsweisen und Resultate stützt Süskind mit philosophischen Ansichten, beispielsweise von Platon und Sokrates.